# Leeds East
Circonscription parlementaire de la Chambre des communes
La circonscription de Leeds East  est une circonscription anglaise située dans le Yorkshire de l'Ouest, et représentée à la Chambre des communes du Parlement britannique depuis 2015 par Richard Burgon du Parti travailliste.

## Liste des députés
| Élection | Élection | MP             | Parti              |
| -------- | -------- | -------------- | ------------------ |
|          | 1955     | Denis Healey   | Parti travailliste |
|          | 1992     | George Mudie   | Parti travailliste |
|          | 2015     | Richard Burgon | Parti travailliste |